# Alúvium Ipľa
Alúvium Ipľa este o arie protejată (arie specială de conservare — SAC, sit de importanță comunitară — SCI) din Slovacia întinsă pe o suprafață de 250,64 ha, integral pe uscat.

## Localizare
Centrul sitului Alúvium Ipľa este situat la coordonatele 48°04′16″N 19°04′35″E / 48.071111°N 19.076389°E.

## Înființare
Situl Alúvium Ipľa a fost declarat sit de importanță comunitară în aprilie 2004 pentru a proteja 9 specii de animale. Situl a fost protejat și ca arie specială de conservare în martie 2004.

## Biodiversitate
Situată în ecoregiunea panonică, aria protejată conține 3 habitate naturale: Fânețe de joasă altitudine (Alopecurus pratensis, Sanguisorba officinalis), Lacuri eutrofice naturale cu vegetație de tip Magnopotamion sau Hydrocharition, Pajiști aluvionare inundabile, de Cnidion dubii.
La baza desemnării sitului se află mai multe specii protejate:
- mamifere (1): vidră de râu (Lutra lutra)
- nevertebrate (4): fluturele purpuriu (Lycaena dispar), Ophiogomphus cecilia, Osmoderma eremita, Unio crassus
- pești (4): zvârluga (Cobitis taenia), Romanogobio albipinnatus, porcușor de nisip (Romanogobio kesslerii), fusar (Zingel streber)

Pe lângă speciile protejate, pe teritoriul sitului au mai fost identificate 11 specii de plante, 1 specie de amfibieni, 2 specii de nevertebrate, 1 specie de reptile.